# Eginhardo
Eginhardo ou Eginardo (em latim: Eginhardus; em alemão:  Einhard; Fulda, ca. 770 – Seligenstadt, 18 de março de 840) foi um escritor carolíngio do século IX, biógrafo de Carlos Magno.

## Biografia
Nascido numa boa família do vale do Meno, os seus estudos no mosteiro de Fulda e sua aplicação fizeram com que o abade Baugulf o enviasse à corte de Carlos Magno, onde a sua educação foi concluída na Escola do Palácio. Teve como um dos seus mestres Alcuíno de York (735-804), que testemunhou o seu notável talento para a Matemática e a Arquitetura. Logo se destacou como conselheiro do imperador. Carlos Magno encarregou-o de construir a catedral de Aix-la-Chapelle e os palácios de Aix-la-Chapelle e Ingelheim, quando ficou conhecido nos círculos reais como Beseleel. O imperador também se valeu de sua prudência e de seu tato para enviá-lo em várias missões diplomáticas. Assim, em 802 colocou em suas mãos as negociações para a troca de reféns saxões, e em 806 foi enviado a Roma para obter a aprovação papal para a divisão do império decidida pelo imperador.
Durante o reinado de Luís, o Pio (778-840), manteve a sua posição de confiança, e provou ser um fiel conselheiro do filho de Luís, Lotário (818-855). No entanto, foi mal sucedido em estabelecer a sucessão real por causa da imperatriz Judite da Baviera. Incapaz de reconciliar Luís e seus filhos, Eginhardo retirou-se em 830 para Mühlheim, propriedade concedida em 815 (além de outras - como Michelstadt e várias abadias, das quais a de Saint-Wandrille) como um sinal do favor imperial.
Transferiu as relíquias de São Marcelino e São Pedro, e chamou o lugar de Seligenstadt. Além disso, entre 831 e 834 estabeleceu ali uma abadia beneditina, onde, após a morte de sua esposa, Emma (ou Imma), irmã do bispo Bernhar (e não a filha de Carlos Magno), ingressou no mosteiro, ou como padre ou como monge. O seu epitáfio foi escrito por Rábano Mauro.
O mais importante dos trabalhos de Eginhardo é Vita Caroli Magni, a melhor biografia do período. Escrita de forma a copiar o estilo de Suetônio (particularmente Vidas dos Doze Césares), esta obra mostra o imperador numa visão bastante íntima, com uma tentativa de estabelecer um retrato fiel de Carlos Magno.